# Corticiasca
Corticiasca é uma comuna da Suíça, no Cantão Tessino, com cerca de 120 habitantes. Estende-se por uma área de 2,2 km², de densidade populacional de 55 hab/km². Confina com as seguintes comunas: Bidogno, Sonvico, Valcolla.
A língua oficial nesta comuna é o Italiano.